# Сан Дијего де Тијерабланка, Ранчо де Тереса (Долорес Идалго Куна де ла Индепенденсија Насионал)
Сан Дијего де Тијерабланка, Ранчо де Тереса (шп. San Diego de Tierrablanca, Rancho de Teresa) насеље је у Мексику у савезној држави Гванахуато у општини Долорес Идалго Куна де ла Индепенденсија Насионал. Насеље се налази на надморској висини од 1946 м.

## Становништво
Према подацима из 2010. године у насељу је живело 6 становника.

### Хронологија
| Година       | 2010 |
| ------------ | ---- |
| Становништво | 6    |

### Попис
| # | Индикатор                     | Вредност |
| - | ----------------------------- | -------- |
| 1 | Укупно домаћинстава           | 1        |
| 2 | Укупно насељених домаћинстава | 1        |
| 3 | Величина локације             | 1        |